# European Championship Boardgames
Die European Board Game Championship oder Europe Masters ist eine seit 2000 durchgeführte Team-Meisterschaft im Brettspiel auf europäischer Ebene. Das erste Turnier fand während der Gen Con Benelux convention in den Niederlanden statt, spätere Turniere ab 2001 beim Spellenspektakel in Eindhoven und ab 2003 bei den Internationalen Spieltagen in Essen. Die Europe Masters gehen zurück auf die von 1988 bis 1998 durchgeführte Intergame. Die Qualifikation erfolgt über nationale Meisterschaften, in Deutschland ist dies die Deutsche Mannschaftsmeisterschaft im Brettspiel. Wie dort treten je vier Spieler einer Mannschaft an um in vier Spielen den europäischen Mannschaftsmeister zu ermitteln. 2004 wurden aus Anlass des fünfjährigen Bestehens fünf Spiele gespielt. Die teilnehmenden Mannschaften kamen 2006 aus folgenden Ländern: Belgien, Deutschland, Frankreich, Irland, Italien, Großbritannien, Niederlande, Schweiz, Tschechien, Ungarn. 2007 nahmen auch Teams aus Finnland und Österreich teil. 2009 kam Schweden hinzu. Seit 2012 ist mit Kanada auch ein nichteuropäisches Land vertreten. Erfolgreichstes Land ist Deutschland mit siebzehn Siegen vor Großbritannien mit sieben Siegen.
Maskottchen der Meisterschaft ist „Gioco“ (italienisch: Spiel), eine exklusiv für die Europe Masters durch die niederländische Bildhauerin Jolanda Kleiss geschaffene Skulptur.

## Modus
Die Plätze in den Spielen werden so verteilt, dass jeder der vier Spieler einer Mannschaft je einmal auf jeder Position sitzt, also jeweils einmal Startspieler, 2., 3. und 4. Spieler ist. Jedes Team spielt jedes Spiel einmal an jeder Position, entsprechend spielt niemals jemand gegen einen anderen aus demselben Land. Die Punkte für das Turnier werden anhand der Platzierung in einem Spiel verteilt.
- 1. Platz = 5 Punkte
- 2. Platz = 3 Punkte
- 3. Platz = 2 Punkte
- 4. Platz = 1 Punkt

Sollte es Gleichplatzierte geben, werden die Punkte addiert und geteilt. Gibt es zum Beispiel einen eindeutigen ersten und einen eindeutigen vierten Platz, so bekommen die beiden anderen jeweils (3+2)/2 = 2,5 Punkte.

## Intergame: Vorläufer der European Board Game Championship
Von 1988 bis 1998 wurden bereits europäische Brettspielmeisterschaften als Intergame durchgeführt. Hier waren deutsche Mannschaften viermal erfolgreich, Österreich und das Vereinigte Königreich jeweils dreimal und einmal eine Mannschaft aus den Niederlanden.
| Jahr | Sieger                             | Land                   |
| ---- | ---------------------------------- | ---------------------- |
| 1988 | Köln-Bonner Team                   | Deutschland            |
| 1989 | Bloodstock                         | Vereinigtes Königreich |
| 1990 | Die Kopiersklaven                  | Deutschland            |
| 1991 | The Hopeless                       | Österreich             |
| 1992 | The Awful Green Things from Vienna | Österreich             |
| 1993 | The Hopeless                       | Österreich             |
| 1994 | De Bloedjes                        | Niederlande            |
| 1995 | Die Legionäre                      | Deutschland            |
| 1996 | Emslandske Speelfroende            | Deutschland            |
| 1997 | Mix & Max                          | Vereinigtes Königreich |
| 1998 | The Good                           | Vereinigtes Königreich |

## Sieger der European Board Game Championship
| Jahr | Sieger                                       | Land                   | Teams | Spieler | Länder | Spiele                                                                         |
| ---- | -------------------------------------------- | ---------------------- | ----- | ------- | ------ | ------------------------------------------------------------------------------ |
| 2000 | The Uninspired                               | Vereinigtes Königreich | 20    | 80      | 4      | La Città, Carolus Magnus, Die Fürsten von Florenz, Die Kaufleute von Amsterdam |
| 2001 | Emslandske Speelfroende                      | Deutschland            | 19    | 78      | 4      | Africa, Cartagena, M, Odysseus                                                 |
| 2002 | The Uninspired                               | Vereinigtes Königreich | 21    | 84      | 6      | Emerald, Mexica, Medina, Titicaca                                              |
| 2003 | Eiswürfel                                    | Deutschland            | 16    | 64      | 8      | Eiszeit, Lara Croft, Magna grecia, Netzwerk                                    |
| 2004 | Die Magiër von Midgard                       | Deutschland            | 25    | 100     | 9      | Hansa, Ticket to Ride (Zug um Zug), Media Mogul, San Juan, Maharaja            |
| 2005 | ESCH Treff                                   | Deutschland            | 30    | 120     | 9      | Himalaya, Louis XIV, Im Schatten des Kaisers, Das Zepter von Zavandor          |
| 2006 | Sharkbait                                    | Vereinigtes Königreich | 28    | 112     | 10     | Baron, Mesopotamia, Augsburg 1520, Caylus                                      |
| 2007 | Epsilon kleiner Null                         | Deutschland            | 32    | 128     | 11     | Die Säulen der Erde, Leonardo da Vinci, Origo, Yspahan                         |
| 2008 | Sharkbait                                    | Vereinigtes Königreich | 28    | 112     | 11     | Neuland, Amyitis, Sechsstädtebund, Im Jahr des Drachens                        |
| 2009 | Los Caballeros                               | Finnland               | 34    | 136     | 11     | Diamonds Club, Small World, Chicago Express, Funkenschlag                      |
| 2010 | The LOST                                     | Frankreich             | 31    | 124     | 11     | Assyria, Dungeon Lords, Opera, Vasco da Gama                                   |
| 2011 | Trebotov                                     | Tschechien             |       |         |        | 7 Wonders, Navegador, Olympos, Troyes                                          |
| 2012 | Das Team mit dem Paukenschlag                | Deutschland            |       |         |        | Village, Vanuatu, Airlines Europe, Last Will                                   |
| 2013 | Brettspielteam Hamburg                       | Deutschland            | 31    | 124     | 12     | Ginkgopolis, Myrmes, Die Paläste von Carrara, Keyflower                        |
| 2014 | Das Team mit dem Paukenschlag                | Deutschland            | 34    | 136     | 12     | Istanbul, Concordia, Florenza, Glück auf                                       |
| 2015 | Brettspielteam Hamburg                       | Deutschland            | 29    | 116     | 14     | Five Tribes, Orléans, Deus, Zhanguo                                            |
| 2016 | Poslední Nadĕje                              | Tschechien             | 28    | 112     | 11     | Auf den Spuren von Marco Polo, Automania, Burgen von Burgund, Shakespeare      |
| 2017 | Nash Equilibrium                             | Tschechien             | 29    | 116     | 14     | Great Western Trail, Lorenzo der Prächtige, Honsu, First Class                 |
| 2018 | Das Team mit dem Paukenschlag                | Deutschland            | 32    | 128     | 11     | Clans of Caledonia, Haven and Ale, Keyper, Pulsar 2849                         |
| 2019 | Brettspielteam Hamburg 1                     | Deutschland            | 38    | 152     | 12     | Gùgōng, Newton, Solenia, Coimbra                                               |
| 2023 | Das Team mit dem Paukenschlag                | Deutschland            | 28    | 112     | 11     | Lacrimosa, Next Station: London, Starship Captains, Tiletum                    |
| 2024 | Brettspielverein Bindlach – Die Outlawkumpes | Deutschland            | 33    | 132     | 12     | Cascadia, Kutná Hora, Port Royal - The Dice Game, The White Castle             |
| 2025 |                                              |                        | 43    | 172     | 17     | 7 Empires, Botanicus, Cities, Forest Shuffle + Alpin Expansion                 |